# Touchpad

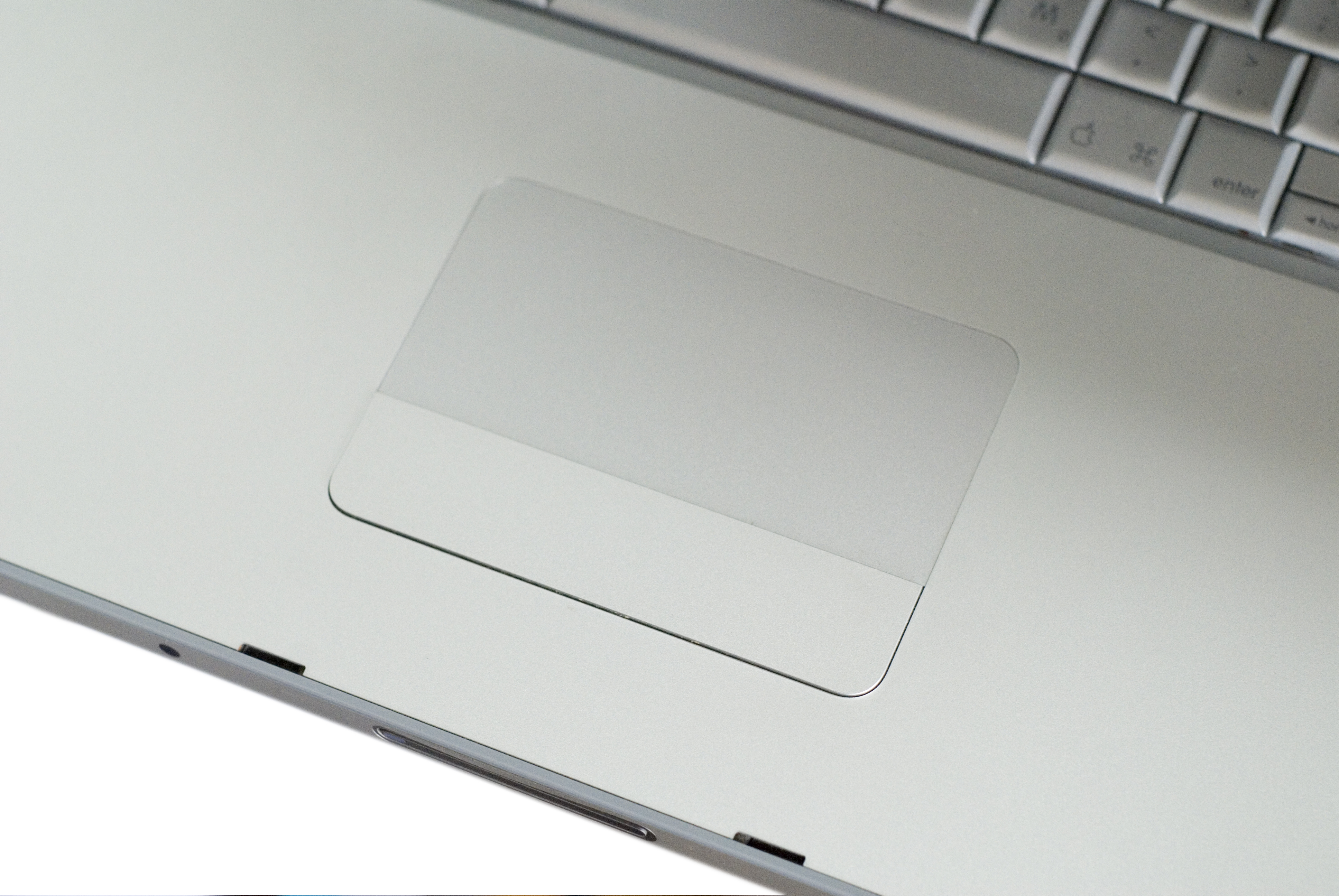
Trackpad-ul unui notebook de tip Apple MacBook Pro

Touchpad [ˈtʌtʃˌpæd]  sau trackpad este un dispozitiv de indicare ce dispune de un senzor tactil, o suprafață specială care poate transforma mișcarea și poziția degetelor unui utilizator într-o poziție relativă a cursorului / indicatorului pe ecran (monitor).

## Utilizare
Acest dispozitiv se folosește pe post de mouse, atunci când la locul de lucru nu este loc și pentru un mouse. Touchpad-ul se întâlnește, de obicei, la laptopuri. Touchpad-urile sunt aproape de tastatură și necesită doar o mișcare foarte ușoară a degetelor pe suprafața acestuia, totuși, fiind posibilă mișcarea accidentală a acestuia în timp ce tastați. Funcționalitățile touchpad-ului sunt disponibile pentru laptopuri, sau pentru calculatoare tip desktop, care dispun de o tastatură cu touchpad incorporat. De asemenea, touchpad-urile sunt prezente într-o formă mult mai restrânsă și la anumite tipuri de telefoane.
Laptop-urile de azi dispun de un touchpad multitouch care în unele cazuri răspund la comanda a 5 degete simultan, oferind mai multe opțiuni cum ar fi aducerea meniului contextual atingând cu două degete, trăgând pentru derularea unor pagini, ori gesturi de zoom in/out.
Psion's MC 200/400/600/WORD Seria,[5] introdusă în 1989 a venit cu un nou dispozitiv de intrare, asemănător touchpad-ului, care, deși este mai strâns, seamănă cu o tabletă grafică, cursorul fiind poziționat dând click pe un anumit punct de pe acesta. 

## Istorie
Până în 1982 computerele Apollo au fost dotate cu un touchpad poziționat în partea dreaptă a tastaturii. 
Un touchpad a fost dezvoltat pentru prima dată de Psion's MC 200/400/600/WORD Seria în 1989. Cirque a introdus pentru prima dată touchpad-urile pe scară largă în 1994.
Touchpad-urile au început să fie introduse la laptopuri începând cu anii 1990.

## Teoria operării
În abordarea matrice, o serie de conductori sunt aranjați într-o matrice de linii paralele în două straturi, separate de un izolator de trecere și reciproc în unghi drept pentru a forma o rețea. Un semnal de înaltă frecvență se aplică în mod succesiv între perechi în această matrice grilă bidimensional. Curentul care trece între noduri este proporțional cu capacitatea. Atunci când un teren virtual, cum ar fi un deget, este plasat peste una dintre intersecțiile dintre stratul conductiv, o parte din câmpul electric la acest punct la sol, rezultând într-o schimbare în capacitatea aparentă de la acea locație. Această metodă a primit brevetul US 5305017 atribuit lui George Gerpheide în aprilie 1994.

## Producători
- Alps Electric Corporation
- Cirque Corporation
- Synaptics